# Lormen
Lormen is een methode van communiceren tussen doofblinden, waarbij de een van de twee de hand van de gesprekspartner betast. De letters van woorden worden daarbij gerepresenteerd door een tikje op het topje van een van de vingers, het vlug betasten van een vingerkootje of van een deel van de handpalm.
Het Lorm-alfabet is een alfabet dat lijkt op braille en dat door doofblinden gebruikt. Veelal zijn deze personen blind geboren en later slechthorend/doof geworden zijn. Daarom hebben zij geen ervaring met gebarentaal en vingerspellen zoals dove personen, maar wel ervaring met braille.
Als de gesprekspartners geoefend zijn, kunnen ze snel met elkaar communiceren. De toppen van de vingers worden aangetikt voor klinkers: top van de duim is A, top van wijsvinger is E, top van middenvinger is I, top van ringvinger is O, top van pink is U. B= van top wijsvinger richting palm, C: 1 tik op muis van hand, D: van top middenvinger richting palm. 
Bij het Lorm-alfabet maakt het niet uit op welke hand van de doofblinde het wordt getikt, dus men kan de dichtstbijzijnde hand nemen. Bovendien is het internationaal, in tegenstelling tot het vingerspellen-in-de-hand.
Het is echter een tijdrovende manier van communiceren omdat elke letter van het alfabet in de hand moet worden uitgespeld. Voor een korte mededeling is de snelheid niet erg belangrijk, maar bij een langer gesprek wordt dit een probleem. Daarom is het voor een tolk ook niet mogelijk om een compleet gesprek of een hele situatie letterlijk volledig uit te spellen. Dan geeft de tolk een samenvatting aan de doofblinde doorgeven. Helaas gaat hierbij veel van de informatie, zoals nuanceringen en grapjes, verloren.